# Vanillina deidrogenasi
La vanillina deidrogenasi è un enzima appartenente alla classe delle ossidoreduttasi, che catalizza la seguente reazione:
vanillina + NAD+ + H2O ⇄ vanillato + NADH + 2 H+